# Gryllodinus abditus
Gryllodinus abditus är en insektsart som beskrevs av Andrej Vasiljevitj Gorochov 1979. Gryllodinus abditus ingår i släktet Gryllodinus och familjen syrsor. Inga underarter finns listade i Catalogue of Life.